# Dubravica (Dubrovnik)
Dubravica je dubrovačko prigradsko naselje u Dubrovačko-neretvanskoj županiji.

## Zemljopisni položaj
Nalazi se u zaleđu općine Dubrovačko primorje, uz lokalnu cestu Majkovi - Trsteno. Od Dubrovnika je Dubravica udaljena oko 30 km sjeverozapadno.

## Povijest
Tijekom Domovinskog rata Dubravica je bila okupirana pripadnicima JNA i teritorijalne obrane Crne Gore te raznih dragovoljačkih četničkih postrojbi. Neprijateljska vojska je popalila i opljačkala sve objekte u Dubravici.

## Gospodarstvo
Dubravica je gospodarski nerazvijeno prigradsko naselje. Stanovništvo se uglavnom bavi poljodjelstvom i stočarstvom.
U tijeku je gradnja autoceste A1 koja od Zagreba preko Splita i Ploča vodi do Dubrovnika, a koja će dijelom prolazit i u blizini Dubravice pa se očekuje da će ovo i okolna naselja doživjeti gospodarski procvat.

## Stanovništvo
Prema popisu stanovnika iz 2001. imala je 47 stanovnika (katoličkih Hrvata), a prema popisu iz 2011. godine Dubravica je jedno od najmanjih prigradskih naselja i ima 37 stanovnika hrvatske nacionalnosti i katoličke vjeroispovjesti.
| broj stanovnika | 142   | 134   | 119   | 101   | 99    | 98    | 72    | 74    | 86    | 75    | 62    | 61    | 51    | 39    | 47    | 37    | 33    |
|                 | 1857. | 1869. | 1880. | 1890. | 1900. | 1910. | 1921. | 1931. | 1948. | 1953. | 1961. | 1971. | 1981. | 1991. | 2001. | 2011. | 2021. |